# Torre Meriton
La Torre Meriton (in inglese: Meriton Tower) è un grattacielo di Sydney in Australia.

## Storia
I lavori di costruzione dell'edificio, costruito dallo sviluppatore immobiliare Meriton e progettato dall'architetto Harry Seidler, sono iniziati nel 2004 e sono stati ultimati nel 2006.

## Descrizione
L'edificio sorge nel CBD di Sydney e presenta un'altezza di 170 metri. La torre è a destinazione residenziale.